# Dirk Frimout
Dirk Frimout (* 21. března 1941 Poperinge, Belgie), plným jménem Dirk Dries David Damian Frimout, je belgický inženýr, fyzik, manažer a bývalý astronaut. Pracoval v Evropské kosmické agentuře, kde měl na starosti přípravu experimentů v mikrogravitaci, podílel se na vývoji modulu Columbus. Byl jedním z vědců vybraných v programu ATLAS-1 (Atmospheric Laboratory for Applications and Science) pro misi STS-45 amerického raketoplánu Atlantis, která proběhla na přelomu března a dubna 1992. Později přešel do telekomunikační společnosti Belgacom, od roku 1998 pracuje ve fondu „Údolí flanderského jazyka“ (Flanders Language Valley).

## Život
Dirk Frimout pochází z belgického Poperinge. Roku 1963 obdržel diplom elektroinženýra na Státní univerzitě v Gentu. V letech 1965–1978 pracoval v Belgickém institutu kosmické aeronautiky (Institut d'aeronomie spatiale de Belgique). Současně roku 1970 obhájil doktorát z aplikované fyziky na univerzitě v Gentu.
Roku 1978 přešel do Evropské kosmické agentury (ESA), podílel se na výcviku evropských astronautů a přípravě experimentů pro Spacelab 1. Od roku 1984 byl hlavním inženýrem ve výzkumném a technologickém středisku ESA v Noordwijku (European Space Technology Center, ESTEC), od roku 1989 se podílel na vývoji modulu Columbus.
Přihlásil se do náboru astronautů ESA roku 1977, ale neprosadil se. V prosinci 1985 byl mezi čtyřmi vědci vybranými v programu EOM (Earth Observation Mission) pro let Space Shuttlem ve funkci specialisty pro užitečné zatížení. Stal se náhradníkem pro misi STS-61-K plánovanou na podzim roku 1986, ale po výbuchu raketoplánu Challenger při misi STS-51-L v lednu 1986 byl let zrušen. V září 1989 se dostal do záložní posádky mise STS-45 jako specialista pro užitečné zatížení v programu ATLAS-1 (Atmospheric Laboratory for Applications and Science) ATLAS-1 byl do značné míry shodný se zrušeným programem EOM, proto do vesmíru měli letět stejní vědci. Čtveřice zahájila výcvik v Johnsonově středisku NASA v Houstonu. V září 1991 Frimout postoupil do hlavní posádky, kde nahradil Michaela Lamptona odvolaného ze zdravotních důvodů.
Dne 24. března 1992 odstartoval k misi STS-45 z Kennedyho vesmírného střediska v raketoplánu Atlantis. Na oběžné dráze se věnoval experimentům programu ATLAS-1, zejména výzkumu atmosféry Země. Raketoplán přistál 2. dubna 1992 po 8 dnech, 22 hodinách a 9 minutách letu.
Roku 1994 přešel do telekomunikační společnosti Belgacom, na místo vedoucího oddělení. V Belgacomu zůstal čtyři roky, poté odešel do fondu „Údolí flanderského jazyka“ (Flanders Language Valley).
Dirk Frimout je ženatý, má dvě děti.